# Federación de los Trabajadores del Uruguay
Die Federación de los Trabajadores del Uruguay war eine uruguayische Arbeitervereinigung.
Sie war eine der ersten Arbeiterbewegungen des Landes und wurde 1885 unter dem Einfluss mehrerer aus Europa eingewanderter Anarchisten gegründet. Erste Anfänge gewerkschaftlicher Organisationsstrukturen in Uruguay lagen bereits im Jahre 1865. Zehn Jahre später entstand sodann die uruguayische Abteilung der Ersten Internationalen.